# 퀴즈 (드라마)
《퀴즈》(영어: QUIZ)는 영국ITV에서 2020년 4월 13일부터 4월 15일까지 방영한 드라마이다.
세계적인 퀴즈쇼 ‘누가 백만장자가 되고 싶은가?’(Who Wants to Be a Millionaire?)에 얽힌 실제 스캔들을 그린 작품이다.
대한민국에서는 2020년 10월 28일 왓챠에서 독점 공개될 예정이다.

## 시놉시스

#### 사기극일까 우연일까?
퀴즈쇼 덕분에 백만장자가 된 찰스. 하지만 그를 기다리는 건 19번의 기침으로 우승을 했다는 의심.
사기극일까 우연일까? 아직까지도 풀리지 않은 희대의 퀴즈쇼 스캔들이 펼쳐진다!

## 주인공
- 찰스 잉그램(매튜 맥퍼딘)

영국 육군 소령이자 자상한 남편이고 아빠인 남자. 퀴즈쇼 ‘누가 백만장자가 되고 싶은가?’에 출연한 아내와 처남이 우승에 실패한 후, 가족에게 등을 떠밀려 퀴즈쇼에 출연한다. 결국 그는 상금 100만 파운드의 주인공이 된다.
- 다이아나 잉그램(시안 클리포드)

평소 맥주를 마시며 퀴즈게임을 하는 '펍 퀴즈'를 좋아했던 가정주부. ‘누가 백만장자가 되고 싶은가?’가 방영된 후, 그녀 역시 이 퀴즈쇼에 빠져든다.
- 애드리안 폴록(트라이스탄 그라벨)

다이아나의 친오빠. 역시 퀴즈를 좋아한 그도 일확천금을 벌 수 있다는 생각에 ‘누가 백만장자가 되고 싶은가?’에 집착한다. 매일 퀴즈를 공부하던 어느 날, 그는 퀴즈쇼 참가자를 돕는 사람이 있다는 소식을 듣게 된다.
- 크리스 태런트(마이클 쉰)

‘누가 백만장자가 되고 싶은가?’의 진행자. 이 쇼를 진행하는 동안 같은 도전자들이 반복적으로 출연기회를 얻는 상황을 이상하게 여긴다.
- 폴 스미스(마크 보너)

‘누가 백만장자가 되고 싶은가?’란 프로그램의 포맷을 개발한 장본인. 이 퀴즈쇼에 드라마와 박진감을 불어넣어야 한다고 강조한다. 찰스 잉그램이 퀴즈쇼의 우승자가 되던 그 순간, 그는 수상한 소리를 듣는다.

## 실화
찰스 잉그램은 2001년 ‘누가 백만장자가 되고 싶은가?’에 출연해 100만 파운드의 주인공이 됐다. 하지만 방송 제작진은 그가 생방송 도중 속임수를 썼다고 주장했다.방송 도중 잉그램은 진행자가 제시한 보기를 읽어가며 답을 골랐는데, 그때마다 객석에서 기침소리가 들렸던 것. 또한 잉그램의 아내도 객석에서 기침소리를 냈고, 그 직후 잉그램이 답을 바꿔서 문제를 맞췄다는 혐의도 제기됐다. 잉그램 부부 측은 기침소리를 냈던 다른 참가자가 먼지 알레르기 때문에 기침을 자주 했다는 증거를 제출했지만 모든 정황은 그들에게 불리했다. 잉그램은 군대에서 쫓겨나기까지 했다. 이 사건의 재판은 아직 끝나지 않았으며 잉그램 부부는 아직도 무죄를 주장하는 중이다.

## 여담
'퀴즈'(2020)의 원작은 2017년 무대에 오른 동명의 연극이다. 연극의 작가인 제임스 그레이엄이 드라마의 각본도 맡았다. 이 연극은 또한 책 'Bad Show: the Quiz, the Cough, the Millionaire Major'를 바탕삼아 제작됐다. 이 드라마를 방영한 ITV는 1998년부터 지금까지 ‘누가 백만장자가 되고 싶은가?’를 방영한 곳이다. ITV는 지난 2003년 이 사건에 관한 다큐멘터리 'Millionaire: A Major Fraud'와 'Millionaire: The Final Answer'를 제작해 방영했다. 이 드라마에 대해 실제 주인공 찰스 잉그램은 "끔찍할 정도로 정확하게 묘사했다"고 평가한 바 있다.